# Insolvenza sovrana
In finanza pubblica l'insolvenza sovrana (o nazionale) è la condizione in cui viene a trovarsi uno Stato sovrano che non è più in grado di restituire completamente il suo debito pubblico ai creditori (insolvenza, fallimento o default). Può essere accompagnato da una dichiarazione formale di un governo circa l'intenzione di pagare solo in parte (o non pagare) i propri debiti (un taglio parziale dei debiti è detto haircut), oppure consistere in un comportamento concludente, in cui uno stato cessa de facto i pagamenti dovuti alle scadenze stabilite.

## Descrizione

### Cause
La causa di un fallimento di uno Stato sovrano è sempre ascrivibile a una situazione di deficit pubblico, cioè una situazione in cui le entrate finanziarie statali, tipicamente sotto forma di tassazione, risultano insufficienti a coprire le uscite pubbliche (spesa pubblica), comprese le spese per la copertura degli interessi sul debito pubblico già presente. Questo genera ulteriore deficit pubblico e incremento del debito pubblico fino all'incapacità dello Stato di restituire il proprio debito nelle scadenze previste. Situazioni simili si raggiungono anche quando gli interessi sui titoli di Stato diventano così alti da risultare insostenibili per la loro copertura statale (vedi spread), con conseguente mancata emissione di nuovi titoli per finanziare/coprire il deficit.

### Effetti
L'insolvenza di uno Stato può portare alla dichiarazione di fallimento ovvero al rischio di non poter assicurare ciò che lo Stato deve ai suoi cittadini o privati quali in primis interessi e montanti iniziali sui titoli di Stato, pagamento degli stipendi dei dipendenti pubblici, pagamento delle pensioni e garanzia degli ammortizzatori sociali, con effetti diretti anche sull'amministrazione pubblica ovvero possibilità di blocco dell'apparato amministrativo statale, con possibile alimentazione di crisi economica e spirale recessiva. A rischio diretto quindi sono tutti gli investitori privati che hanno sottoscritto crediti allo Stato nell'acquisizione di quote rilevanti di titoli di Stato, come ad esempio le banche e con essa i suoi clienti/correntisti..

### Rimedi
Per scongiurare il fallimento o di risanare i conti dello Stato si può incorrere in misure di politica di bilancio restrittive quali riduzione della spesa pubblica, con cessione o vendita dei servizi pubblici deficitari, aumento della pressione fiscale, riduzione di stipendi pubblici e pensioni e altre misure analoghe (vedi austerità statale). Gli effetti si ripercuotono a cascata sul sistema economico a livello macroeconomico.

## Storia
Numerosi sono i casi di insolvenza sovrana nella storia.
Il primo caso conosciuto avvenne nella Grecia del IV secolo a.C. e interessò alcune poleis che facevano parte dell'alleanza nota come Lega di Delo (chiamata, a volte, impero ateniese, o talassocrazia ateniese, per l'egemonia esercitata da Atene nell'organismo). Dieci città della Lega non riuscirono a rimborsare il debito precedentemente contratto con il Tempio di Delo. Roma fu praticamente in bancarotta nel dicembre del 390 a.C. quando doveva pagare il riscatto di 1.000 libre d'oro purissimo richiesto da Brenno, il capo dei Galli Senoni, che l'aveva occupata. Anche nel periodo compreso tra il 218 a.C. ed il 202 a.C., durante la Seconda guerra punica Roma si trovò con l'erario impossibilitato ad operare. Il periodo del tardo impero vede una crisi delle finanze statali nel periodo tra il 406 d.C. ed il 476 d.C., quando Roma si trovò in difficoltà a finanziare la guerra contro le invasioni barbariche, la depredazione ad opera di Alarico re dei Visigoti (24 agosto 410 d.C.) e di Genserico re dei Vandali (2 - 17 giugno 455 d.C.) ed il pagamento delle truppe (28 agosto 476 d.C.) che si sollevarono ed incoronarono il re degli Eruli, Odoacre re d'Italia, decretando il 4 settembre successivo la fine dell'Impero romano d'Occidente.
Altro caso storico fu quello rappresentato dall'Impero bizantino nel 451 d.C., letteralmente dissanguato dalla politica estorsiva di Attila re degli Unni. La bancarotta della Francia del 1307 indusse il re Filippo IV di Francia detto "Il Bello" a far sciogliere l'ordine monastico dei Templari al fine di incamerarne le enormi ricchezze. Un altro caso storico fu il mancato rimborso del debito che il sovrano inglese Edoardo III d'Inghilterra aveva contratto con le banche fiorentine dei Peruzzi, degli Acciaiuoli e dei Bardi, che fallirono rispettivamente nel 1343, nel 1345 nel 1346, con gravissime ripercussioni per l'economia di Firenze, come attestato da Giovanni Villani e da Dino Compagni nelle loro cronistorie. Il re inglese aveva dovuto ricorrere ai prestiti delle grandi banche fiorentine, circa 1 milione e 200 mila fiorini d'oro, per finanziare, tra il 1337 ed il 1340, l'inizio della Guerra dei cent'anni che l'Inghilterra stava combattendo contro la Francia. La chiusura del mercato continentale all'importazione della lana inglese per motivi bellici, e la contemporanea apertura delle ostilità contro la Scozia, obbligarono il re inglese a dichiarare bancarotta nel 1342, non onorando il debito contratto e provocando il fallimento bancario fiorentino. Le prime avvisaglie della crisi bancaria si ebbero già l'anno precedente, nel 1341, quando il sovrano inglese aveva bloccato il pagamento sugl'interessi del debito che provocò il crollo delle banche fiorentine minori, dei Cocchi, dei Perendoli, dei Bonaccorsi, dei Da Uzzano, degli Antellesi, dei Corsini. All'epoca, il Fiorino d'oro era la valuta di riferimento in Europa, in Medio Oriente ed in Nordafrica.
Per ben tre volte la Spagna dichiarò fallimento, nel 1557, nel 1575 e nel 1596 durante il regno di Filippo II di Spagna che s'indebitò pesantemente coi banchieri di Genova, di Piacenza e con la ricchissima famiglia tedesca dei Fugger di Augusta. Per Filippo II fu particolarmente dispendioso il dover ricreare una flotta da guerra dopo il disastro occorso all'Invincibile Armata nel 1588. Dopo le rivoluzioni parlamentari del 1649 - 1688, in Inghilterra, prima sotto re Carlo I, poi sotto il Lord Protector of Commonwealth (l'unico periodo repubblicano della storia britannica) di Oliver Cromwell, per terminare sotto i regni di Carlo II d'Inghilterra e di Giacomo II d'Inghilterra il paese fu praticamente insolvente per un quarantennio. Al termine della catastrofica Grande guerra del Nord, nel 1721, la Svezia di re Carlo XII dichiarò bancarotta. Il re Federico II di Prussia dovette dichiarare l'insolvenza del suo regno per ben tre volte (1757, 1760, 1762) durante la Guerra dei sette anni, quando, il 16 ottobre 1757 gli austriaci occuparono Berlino e dal 9 al 12 ottobre 1760 la occuparono i Russi. Nel 1757 Un altro caso storico molto noto e gravido di conseguenze fu quello del fallimento della Francia nel 1789, dove il debito statale fuori controllo per la perdita delle colonie del Canada al termine della Guerra dei sette anni (1763) ed il mancato ritorno economico per l'appoggio militare dato alla Rivoluzione americana (1783), unitamente ad un lustro di raccolti perduti a causa dei mutamenti climatici innescati dall'eruzione in Islanda del vulcano Laki ridussero il paese sul lastrico, obbligando il re Luigi XVI a ricorrere alla convocazione degli Stati generali, il 5 maggio 1789, prodromo della Rivoluzione francese. Anche nel periodo compreso tra il 1791 - 1795 la Francia rivoluzionaria non riuscì a pagare il proprio debito, soprattutto durante il periodo del Regime del Terrore di Maximilien de Robespierre, tanto che la situazione finanziaria si normalizzò soltanto dopo le confische operate da Napoleone durante la Campagna d'Italia (1796-1797). Il primo fallimento dei neonati Stati Uniti fu nel 1790, quando l'allora valuta, il Dollaro continentale, ebbe un tracollo, tanto che tuttora, in Nord America, si utilizza la locuzione "Non vale un Continentale!" per indicare un oggetto che non vale il prezzo del materiale di cui è fatto. Alla caduta di Napoleone si verificarono tracolli del debito pubblico negli stati annessi o satelliti dell'Primo Impero francese: il Granducato di Varsavia e la Prussia, nel 1812, la Danimarca, la Baviera, la Westfalia, la Confederazione del Reno, la Svizzera ed il Belgio nel 1813, il Regno Italico, la Toscana, il Piemonte ed il Regno Pontificio nel 1814. Al suo ritorno dall'esilio, il Papa Pio VII trovò le finanze vaticane "In condizioni penose". La Francia napoleonica stessa dichiarò bancarotta nel 1812 e nel 1814.
Casi d'insolvenza sovrana si sono verificate in molte altre epoche storiche, compreso il XX e XXI secolo: nel Novecento, ad esempio, vi sono stati i tre casi di insolvenza della Germania (andata in default nel 1932, a causa del blocco dei prestiti statunitensi, nel 1939, e nel 1948 - 1953). Particolare rilievo storico fu la bancarotta della Repubblica di Weimar nel 1932, riconosciuta quale una delle cause maggiori che portarono il Nazismo al potere nel 1933. Nel febbraio 1918 il governo rivoluzionario di Lenin dichiarò la non rimborsabilità delle obbligazioni belliche contratte dal precedente governo zarista, cosa che provocò l'intervento di Francia, Gran Bretagna, Stati Uniti e Giappone nella Guerra civile russa al fianco delle truppe zariste controrivoluzionarie opposte ai bolscevichi. Altri casi in Europa hanno riguardato l'Albania nel 1990 e dell'Islanda nel 2008 che non rimborsò, a furor di popolo, i debiti delle proprie banche esposte verso banche di Paesi Bassi e Gran Bretagna. In America, un caso di insolvenza si è avuto durante la crisi economica argentina, mentre il rischio di insolvenza sovrana grava su alcuni paesi europei, come la Grecia, per effetto della crisi europea del debito degli stati sovrani durante la crisi economica iniziata nel 2008.

### Elenco delle insolvenze del debito sovrano
Africa
- Algeria (1991)
- Angola (1976,[5] 1985, 1992-2002[5])
- Camerun (2004)[5]
- Repubblica Centrale Africana (1981, 1983)
- Congo (Kinshasa) (1979)[5]
- Costa D'Avorio (1983, 2000)
- Gabon (1999–2005)[5]
- Ghana (1979, 1982)[5]
- Liberia (1989–2006)[5]
- Madagascar (2002)[5]
- Mozambico (1980)[5]
- Ruanda (1995)[5]
- Sierra Leone (1997–1998)[5]
- Sudan (1991)[5]
- Tunisia (1867)
- Egitto (1876, 1984)
- Kenya (1994, 2000)
- Marocco (1983, 1994, 2000)
- Nigeria (1982, 1986, 1992, 2001, 2004)
- Sudafrica (1985, 1989, 1993)
- Zambia (1983)
- Zimbabwe (1965, 2000, 2006[5] (vedi Iperinflazione in Zimbabwe)

Americhe
- Antigua e Barbuda (1998–2005)[5]
- Argentina (1827, 1890, 1951, 1956, 1982, 1989, 2002-2005[5] (vedi Ristrutturazione del debito argentino), 2014)
- Bolivia (1875, 1927,[5] 1931, 1980, 1986, 1989)
- Brasile (1898, 1902, 1914, 1931, 1937, 1961, 1964, 1983, 1986-1987,[5] 1990[5])
- Canada (Alberta) (1935)[5]
- Cile (1826, 1880, 1931, 1961, 1963, 1966, 1972, 1974, 1983)
- Colombia (1826, 1850, 1873, 1880, 1900, 1932, 1935)
- Costa Rica (1828, 1874, 1895, 1901, 1932, 1962, 1901, 1932, 1962, 1981, 1983, 1984)
- Dominica (2003–2005)[5]
- Repubblica Dominicana (1872, 1892, 1897, 1899, 1931, 1975-2001[5] (vedi Crisi del debito in America Latina), 2005)
- Ecuador (1826, 1868, 1894, 1906, 1909, 1914, 1929, 1982, 1984, 2000, 2008)
- El Salvador (1828, 1876, 1894, 1899, 1921, 1932, 1938, 1981-1996[5])
- Grenada (2004–2005)[5]
- Guatemala (1933, 1986, 1989)
- Guyana (1982)
- Honduras (1828, 1873, 1981)
- Giamaica (1978)
- Messico (1827, 1833, 1844, 1850,[5] 1866, 1898, 1914, 1928-1930, 1982)
- Nicaragua (1828, 1894, 1911, 1915, 1932, 1979)
- Panama (1932, 1983, 1983, 1987, 1988-1989[5])
- Paraguay (1874, 1892, 1920, 1932, 1986, 2003)
- Perù (1826, 1850,[5] 1876, 1931, 1969, 1976, 1978, 1980, 1984)
- Stati Uniti (1779 (svalutazione del dollaro continentale), 1790, 1862,[6] 1933 (vedi Executive Order 6102),[5] 1971 (Nixon Shock)
- Suriname (2001–2002)[5]
- Trinidad e Tobago (1989)
  - 9 stati (1841–1842)[5]
  - 10 stati e molti governi locali (1873-83 or 1884)[5]
- Uruguay (1876, 1891, 1915, 1933, 1937,[5] 1983, 1987, 1990, 2003)
- Venezuela (1826, 1848, 1860, 1865, 1892, 1898, 1982, 1990, 1995-1997,[5] 1998,[5] 2004, 2017)

Asia
- Cina (1921, 1932,[5] 1939)
- Filippine (1983)
- Giappone (1942, 1946-1952[5])
- Giordania (1989)
- India (1958, 1969[senza fonte], 1972)
- Indonesia (1966, 1998, 2000, 2002)
- Iran (1992)
- Iraq (1990)
- Libano (2020)
- Kuwait (1990–1991)[5]
- Myanmar (1984,[5] 1987,[5] 2002)
- Mongolia (1997–2000)[5]
- Isole Salomone (1995–2004)[5]
- Sri Lanka (1980, 1982, 1996, 2022[5])
- Turchia (1876, 1915, 1931, 1940, 1978, 1982)
  - Bisanzio (451 d.C., 1204, 1453)
- Vietnam (1975)[5]

Europa
- Albania (1990)
- Austria (1938, 1940[in queste annate l'Austria faceva parte della Germania], dicembre 1945[5][7])
- Austria-Ungheria (1796, 1802, 1805, 1811, 1816, 1868)
- Belgio (1813)
- Bulgaria (1990)
- Cecoslovacchia (1939)
- Croazia (1993–1996)[5]
- Danimarca (1813)[5]
- Francia (1558, 1624, 1648, 1661, 1701, 1715, 1770, 1788, 1791 - 1795, 1812, 1814)
- Germania (1932, 1939[senza fonte], 1948[5])
  - Assia (1814)
  - Prussia (1683, 1757, 1760, 1762, 1807, 1813)
  - Confederazione del Reno (1813)
  - Baviera (1813)
  - Schleswig-Holstein (1850)
  - Westfalia (1812)
- Grecia (1826, 1843, 1860, 1893, 1932, 2012[8])
- Islanda (2008)
- Italia
  - Roma (390 a.C., 218 - 202 a.C., 406 - 476 d.C.)
  - Firenze (1341, 1343, 1345, 1346)
  - Regno Italico (1813)
  - Piemonte (1813)
  - Toscana (1813)
  - Regno Pontificio (1814)
- Jugoslavia (1983)
- Paesi Bassi (1814)
- Polonia (1812, 1936, 1940, 1981)
- Portogallo (1560, 1828, 1837, 1841, 1845, 1852, 1890)
- Regno Unito (1749, 1822, 1834, 1888–89, 1932)[5]
  - Inghilterra (1340, 1472, 1596, 1649 - 1688)
- Romania (1933, 1982, 1986)
- Russia (1839, 1885, 1918, 1947,[5] 1957,[5] 1991, 1998, 2022)
- Spagna (1557, 1575, 1596, 1607, 1627, 1647, 1809, 1820, 1831, 1834, 1851, 1867, 1872, 1882, 1936-1939[5])
- Svezia (1721, 1809, 1812)
- Svizzera (1813)
- Ucraina (1998–2000)[5]
- Ungheria (1932, 1941)